# ハヴリーチクーフ・ブロド - ヴェセリー・ナド・ルジニチー線
ハヴリーチクーフ・ブロド - ヴェセリー・ナド・ルジニチー線（チェコ語: Železniční trať Havlíčkův Brod – Veselí nad Lužnicí）は、チェコ国鉄の鉄道線の名称である。路線番号は225。この路線はチェコ南部を東西に結ぶ役割を担っている。

## 歴史
1871年、イフラヴァ～ハヴリーチクーフ・ブロド間がオーストリア北西部鉄道の路線として開業した。
イフラヴァ - ヴェセリー区間は、1887年11月3日にボヘミア＝モラヴィア横断鉄道（Böhmisch-Mährische Transversalbahn）の路線として開業した。1883年11月25日に横断鉄道路線の建設に関する法律が制定されて、その区間は国家により建設された。帝国鉄道（kkStB）はイフラヴァ - ヴェセリー区間の運営を担当した。
第一次世界大戦の終結以降、新たに創設されたチェコスロバキア国営鉄道がこの路線を運営することとなった。
1993年1月1日チェコ鉄道が創立されて、この路線もČDに所属することとなった。2003年以降にこの路線の運営はチェコ鉄道の上下分離方式によりチェコ鉄道公団に移管されている。

## 運行形態

### 特急「リフリーク(R)」
- ロジンベルク号：　プルゼニ～ヴェセリー～イフラヴァ～ブルノ
2時間に1本、プルゼニ～ヴェセリー～イフラヴァ～ブルノの系統で運行されている。ヴェセリー以西は220号線に、イフラヴァ以東は240号線に直通する。
2019年以前は、バテロフとドルニー・ツェレケフを通過していた。2020年以前は、コステレツにも停車していた。2024年度以前は、イフラヴァ町にも停車していた。

- ヴィソチナ号：　プラハ～ハヴリーチクーフ・ブロド～イフラヴァ　【土曜・休日運行】
週1往復のみ運行される。230号線に直通する。
2019年以前は、一日1往復運行していた。2024年度以前は、イフラヴァ町発着であった。

- 過去の運行系統
  - ロジンベルク号：　プルゼニ～ヴェセリー～イフラヴァ～ハヴリーチクーフ・ブロド　【週2往復の運行】
2019年以前、週2往復運行していた。240号線に直通していなかった。

### 快速「スピェシニー(Sp)」
- チェスケー・ブヂェヨヴィツェ - ヴェセリー・ナド・ルジニチー - インドルジフーフ・フラデツ
平日は、一日6往復の運行。休日は、一日4往復運行する。ヴェセリー以西は220号線と直通する。
過去の運行形態
2019年以前は一日1往復の運行で、東行のみポチャートキまで直通していた。フラデツ以東は各駅に停車していた。
2019年末に、平日5往復に増発され、休日はヴェセリー発フラデツ行の片道1本のみの運行となった。金曜日に限り、1.5往復がポチャートキ・ジロヴニツェまで直通していた。ヂェボリーンは一部が通過していた。
2020年末に、フラデツ以東の運行をとりやめた。
2023年度に、全列車ヂェボリーン停車となった。
2025年度より、一日あたり平日6往復、休日4往復に増発となった。

- レネサンツェ号：　スラヴォニツェ - コステレツ - ハヴリーチクーフ・ブロド
2時間に1本の運行。コステレツ以南は227号線に直通する。
2019年末に運行を開始した。当初はイフラヴァ町停車、スタレー・ホリ通過であったが、2025年度より、イフラヴァ町通過、スタレー・ホリ停車となった。

- ソーヴィニョン号：　ズノイモ - イフラヴァ - ハヴリーチクーフ・ブロド　【休日運行】
休日のみ、一日1往復の運行。イフラヴァ以南は240号線に直通する。
2019年末に運行を開始した。

### 普通
区間毎に系統が分かれる。
- ヴェセリー・ナド・ルジニチー - インドルジフーフ・フラデツ
快速が運行していない時間帯に、2時間に1本の運行。
過去の運行形態
2019年以前は、ヴェセリー - ポチャートキ間で2時間に1本の運行で、すべて各駅停車であった。
2019年末に、快速増発に伴い、平日の本数が削減された。またフラデツ - ポチャートキ間は大幅減便となり、金曜日に片道1本、土・日曜に一日3往復の運行となった。
2020年末に、フラデツ - ポチャートキ間の運行を取りやめた。
2025年度より、休日の快速増発に伴い、休日も快速の無い時間帯のみの運行となった。また、途中駅を通過する列車が設定された。

- ターボル - ホルニー・ツェレケフ - イフラヴァ
2時間に1本の運行だが、4時間間隔が空くこともある。ホルニー・ツェレケフ以西は224号線に直通する。
2019年以前は、224号線に直通せず、多くがハヴリーチクーフ・ブロドの直通していた。また、一日5往復がホルニー・ツェレケフ - ポチャートキ間も運行し、現在休止中の3駅に停車していた。2024年度以前は、イフラヴァ町に全列車が停車していた一方で、一部がスタレー・ホリを通過していた。

- イフラヴァ - ハヴリーチクーフ・ブロド
2時間に1本の運行。
2019年以前は、多くがホルニー・ツェレケフ方面に直通していた。2024年度以前はほとんどがイフラヴァ町発着であった。

### 臨時列車
- 「線路の250年」イベント列車（特急） 
年1日、下記3系統が1往復ずつ運行する。
プラハ - ヴェセリー - インドルジフーフ・フラデツ … 旧型気動車。ヴェセリー以西は220号線に直通する。途中、カルダショヴァ・ルジェチツェを通過する。
ブヂェヨヴィツェ - ヴェセリー - イフラヴァ … ヴェセリー以西は220号線に直通する。停車駅は特急と同じ。インドルジフーフ・フラデツで長時間停車する。
ヴェセリー - イフラヴァ … 特急停車駅に加え、ヤロショフにも停車する。インドルジフーフ・フラデツで長時間停車する。

- イフラヴァ高校100周年号（特急）
夏の年1日のみ、プラハ・ホレショヴィツェ - イフラヴァ間に、1往復の運行。ハヴリーチクーフ・ブロド以北は230号線に直通する。225号線内は全駅通過で、ハヴリーチクーフ・ブロドも通過する。

## 駅一覧
以下では、チェコ国鉄225号線の駅と営業キロ、停車列車、接続路線などを一覧表で示す。
- 種別
  - R：特急
  - Sp：快速
  - Os：普通
- 停車駅
  - ■印：全列車停車
  - ●印：一部通過
  - ○印：一部停車
  - ｜印：全列車通過

| 路線名 | 駅名                                            | 駅間営業キロ | 累計営業キロ       | 累計営業キロ       | R  | Sp | Os | 接続路線                                                                                            | 所在地       | 所在地                       |
| ------ | ----------------------------------------------- | ------------ | ------------------ | ------------------ | -- | -- | -- | --------------------------------------------------------------------------------------------------- | ------------ | ---------------------------- |
| 225    | ヴェセリー・ナド・ルジニチー駅                  | -            | ヴェセリーから 0.0 |                    | ■  | ■  | ■  | 220号線、226号線                                                                                    | 南ボヘミア州 | ターボル郡                   |
| 225    | ルジーペツ駅                                    | 2.2          | 2.2                |                    | ｜ | ■  | ●  | | 南ボヘミア州 | ターボル郡                   |
| 225    | ドニョフ駅                                      | 5.5          | 7.7                |                    | ｜ | ■  | ■  | | 南ボヘミア州 | インドルジフーフ・フラデツ郡 |
| 225    | カルダショヴァ・ルジェチツェ駅                  | 5.9          | 13.6               |                    | ■  | ■  | ■  | | 南ボヘミア州 | インドルジフーフ・フラデツ郡 |
| 225    | ムニフ駅                                        | 2.5          | 16.1               |                    | ｜ | ■  | ●  | | 南ボヘミア州 | インドルジフーフ・フラデツ郡 |
| 225    | ヂェボリーン駅                                  | 6.5          | 22.6               |                    | ｜ | ■  | ●  | | 南ボヘミア州 | インドルジフーフ・フラデツ郡 |
| 225    | インドルジフーフ・フラデツ駅                    | 4.2          | 26.8               |                    | ■  | ■  | ■  | | 南ボヘミア州 | インドルジフーフ・フラデツ郡 |
| 225    | ロドヴィーノフ駅（休止中 *2）                   |              | (31.6)             |                    | ｜ |    |    | | 南ボヘミア州 | インドルジフーフ・フラデツ郡 |
| 225    | ヤロショフ・ナド・ネジャールコウ駅（休止中 *2） |              | (34.1)             |                    | ｜ |    |    | | 南ボヘミア州 | インドルジフーフ・フラデツ郡 |
| 225    | ベドナーレツ駅（休止中 *2）                     |              | (36.7)             |                    | ｜ |    |    | | 南ボヘミア州 | インドルジフーフ・フラデツ郡 |
| 225    | ベドナーレチェク駅（休止中 *2）                 |              | (41.8)             |                    | ｜ |    |    | | 南ボヘミア州 | インドルジフーフ・フラデツ郡 |
| 225    | ポペリーン駅（休止中 *2）                       |              | (44.4)             |                    | ｜ |    |    | | 南ボヘミア州 | インドルジフーフ・フラデツ郡 |
| 225    | ポチャートキ・ジロヴニツェ駅                    | 21.0         | 47.8               |                    | ■  |    |    | | ヴィソチナ州 | ペルフルジモフ郡             |
| 225    | ホルニー・ヴィリーメチ駅（休止中 *1）           |              | (51.8)             |                    | ｜ |    |    | | ヴィソチナ州 | ペルフルジモフ郡             |
| 225    | イフラーヴカ駅（休止中 *1）                     |              | (55.9)             |                    | ｜ |    |    | | ヴィソチナ州 | イフラヴァ郡                 |
| 225    | ホルニー・ヴェス駅（休止中 *1）                 |              | (60.7)             |                    | ｜ |    |    | | ヴィソチナ州 | ペルフルジモフ郡             |
| 225    | ホルニー・ツェレケフ駅                          | 15.5         | 63.3               |                    | ■  |    | ■  | 224号線                                                                                             | ヴィソチナ州 | ペルフルジモフ郡             |
| 225    | シヴァーボフ駅                                  | 2.9          | 66.2               |                    | ｜ |    | ■  | | ヴィソチナ州 | イフラヴァ郡                 |
| 225    | バテロフ駅                                      | 3.5          | 69.7               |                    | ■  |    | ■  | | ヴィソチナ州 | イフラヴァ郡                 |
| 225    | ドルニー・ツェレケフ駅                          | 5.9          | 75.6               |                    | ■  |    | ■  | | ヴィソチナ州 | イフラヴァ郡                 |
| 225    | コステレツ・ウ・イフラヴィ駅                    | 2.5          | 78.1               |                    | ｜ | ■  | ●  | 227号線（スラヴォニツェ方面）                                                                       | ヴィソチナ州 | イフラヴァ郡                 |
| 225    | ドヴォルツェ駅                                  | 3.9          | 82.0               |                    | ｜ | ｜ | ●  | | ヴィソチナ州 | イフラヴァ郡                 |
| 225    | ランチールジョフ駅                              | 3.1          | 85.1               |                    | ｜ | ｜ | ●  | | ヴィソチナ州 | イフラヴァ郡                 |
| 225    | イフラヴァ・スタレー・ホリ駅                    | 4.4          | 89.5               |                    | ｜ | ■  | ■  | | ヴィソチナ州 | イフラヴァ郡                 |
| 225    | イフラヴァ町駅（休止中 *3）                     |              | (91.1)             |                    | ｜ | ｜ | ｜ | | ヴィソチナ州 | イフラヴァ郡                 |
| 225    | イフラヴァ駅                                    | 3.4          | 92.9               | ウィーンから 198.6 | ■  | ■  | ■  | 240号線（ブルノ方面）                                                                               | ヴィソチナ州 | イフラヴァ郡                 |
| 225    | イフラヴァ・ボシュ・ディーゼル駅                | 3.6          | 96.5               | 202.2              | ｜ | ｜ | ■  | | ヴィソチナ州 | イフラヴァ郡                 |
| 225    | ストルジーテジ・ウ・イフラヴィ駅                | 2.3          | 98.8               | 204.5              | ｜ | ｜ | ■  | | ヴィソチナ州 | イフラヴァ郡                 |
| 225    | ドブロニーン駅                                  | 2.6          | 101.4              | 207.1              | ｜ | ｜ | ■  | | ヴィソチナ州 | イフラヴァ郡                 |
| 225    | カメンナー駅                                    | 3.7          | 105.1              | 210.8              | ｜ | ｜ | ●  | | ヴィソチナ州 | イフラヴァ郡                 |
| 225    | シラパノフ駅                                    | 4.7          | 109.8              | 215.5              | ｜ | ｜ | ■  | | ヴィソチナ州 | ハヴリーチクーフ・ブロド郡   |
| 225    | ミーロフカ駅                                    | 5.1          | 114.9              | 220.6              | ｜ | ｜ | ●  | | ヴィソチナ州 | ハヴリーチクーフ・ブロド郡   |
| 225    | ハヴリーチクーフ・ブロド駅                      | 3.5          | 118.4              | 224.1              | ■  | ■  | ■  | 230号線（コリーン方面）、237号線（フンポレツ方面） 238号線（フリンスコ方面）、250号線（ブルノ方面） | ヴィソチナ州 | ハヴリーチクーフ・ブロド郡   |

(*1): 2019年12月に休止
(*2): 2020年12月に休止
(*3): 2024年12月より休止中